# Манџурски кандидат (филм из 1962)
Манџурски кандидат је амерички неоноар психолошки политички трилер из 1962. у режији и продукцији Џона Франкенхајмера. Сценарио је написао Џорџ Акселрод према роману Ричарда Кондона Манџурски кандидат из 1959. године. Водећи глумци у филму су Френк Синатра, Лоренс Харви и Анџела Ленсбери, са колегама Џенет Ли, Хенријем Силвом и Џејмсом Грегоријем.
Радња се усредсређује на ветерана корејског рата Рејмонда Шоа, члана истакнуте политичке породице. Комунисти Шоу испирају мозак након што је његов војни вод заробљен. Он се враћа цивилном животу у Сједињеним Државама, где постаје несвесни убица у међународној комунистичкој завери. Група, која укључује представнике Народне Републике Кине и Совјетског Савеза, планира да убије председничког кандидата америчке политичке партије што би довело до свргавања америчке владе.
Филм је објављен у Сједињеним Државама 24. октобра 1962. године, на врхунцу америчко-совјетског непријатељства током Кубанске ракетне кризе. Западни критичари дали су филму велику похвалу и филм је номинован за два Оскара: најбољу споредну глумицу (Анџела Ленсбери) и најбољу монтажу. Године 1994. филм је изабран за чување у Националном филмском регистру Сједињених Држава од стране Конгресне библиотеке као „културолошки, историјски или естетски значајан“.

## Продукција
Синатра је предложио Лусил Бол за улогу Елеонор Изелин, али Франкенхајмер, који је радио са Ленсберију филму All Fall Down, је инсистирао да Синатра погледа њен наступ у том филму пре него што се донесе коначан избор. Иако је Ленсбери играла мајку Рејмонда Шоа, она је, у ствари, била само три године старија од Лоренса Харвија, који је глумио Шоа. Рана сцена у којој се Шо, скоро одликован Медаља части, свађа са својим родитељима снимљена је у Синатрином приватном авиону.
Џенет Ли игра Маркову љубав. У краткој биографији Ли емитованој на Turner Classic Movies, глумица Џејми Ли Кертис открива да су њеној мајци уручени папири за развод у име њеног оца, глумца Тонија Кертиса, оног јутра када је снимана сцена у којој се Марко и њен лик први пут сусрећу у возу.
У сцени у којој Марко покушава да депрограмира Шоа у хотелској соби насупрот конвенцији, Синатра је понекад мало ван фокуса. То је био први тејк а Синатра није био тако ефикасан у каснијим, што је уобичајено за његову глуму. На крају, Франкенхајмер је одлучио да искористи снимак ван фокуса. Критичари су га накнадно хвалили што је показао Марка из Шоовог искривљеног угла.
У роману, отац Елеонор ју је сексуално злостављао као дете. Пре драматичног врхунца, она користи синово испирање мозга да би имала секс са њим. Забринути због реакције чак и на упућивање на табу тему као што је инцест у мејнстрим филму у то време, филмски ствараоци су уместо тога натерали Елеонор да пољуби Шоа у усне како би имплицирали њену инцестуозно привлачност према њему.
Скоро половина продукцијског буџета филма од 2,2 милиона долара отишла је на Синатрин хонорар.

## Пријем
Филмски критичар Роџер Иберт уврстио је Манџурског кандидата на своју листу „Сјајни филмови“, изјавивши да је „инвентиван и жустар, да ризикује са публиком и да тече не као 'класик', већ као живо и паметно дело".
На веб локацији агрегатора рецензија Rotten Tomatoes, Манџурски кандидат има оцену од 97% на основу 60 рецензија, са просечном оценом 8,70/10. Критички консензус веб-сајта гласи: „Класичан спој сатире и политичког трилера који је у своје време био непријатно проницљив, Манџурски кандидат и данас остаје узнемирујуће релевантан“. На Метакритик-у филм има оцену 94 од 100, на основу 20 критичара, што указује на „универзално признање“.
1994. године, Манџурски кандидат је изабран за чување у Националном филмском регистру Сједињених Држава од стране Конгресне библиотеке као „културно, историјски или естетски значајан“. Филм је био на 67. месту на листи „АФИ-јевих 100 година...100 филмова“ када је та листа први пут састављена 1998. године, али ревидирана верзија из 2007. га је искључила. Био је 17. на АФИ-јевој листи „100 година АФИ-ја... 100 трилера". У априлу 2007. године, Тајм је навео Ленсберијев лик као један од 25 највећих негативаца у историји кинематографије.